# Sebastian Bauer (Fußballspieler)
Sebastian Bauer (* 7. November 1992) ist ein österreichischer Fußballspieler.

## Karriere
Bauer begann seine Karriere bei der SV Donau Wien. 2004 kam er in die Jugend des SK Rapid Wien. 2007 spielte er kurzzeitig für Donau und danach erneut für Rapid, ehe er zum SC Team Wiener Linien wechselte.
In der Winterpause der Saison 2008/09 schloss er sich dem FC Stadlau an. Sein Debüt für Stadlau in der Wiener Stadtliga gab er im Mai 2009, als er am 24. Spieltag jener Saison gegen den Rennweger SV 1901 in der 72. Minute für Gerald Lintner eingewechselt wurde.
Im Jänner 2011 wechselte er zu den drittklassigen Amateuren der SV Mattersburg. Im April 2011 debütierte er in der Regionalliga, als er am 21. Spieltag der Saison 2010/11 gegen die SV Schwechat in der 67. Minute für Marvin Potzmann ins Spiel gebracht wurde.
Nach zweieinhalb Jahren bei Mattersburg II wechselte Bauer zur Saison 2013/14 zum fünftklassigen SC Leopoldsdorf/Mfd. In der Winterpause jener Saison schloss er sich dem Ligakonkurrenten ASK Ebreichsdorf an. Mit Ebreichsdorf stieg er zu Saisonende in die Landesliga auf. In der Saison 2014/15 konnte man als Meister dieser auch in die Regionalliga aufsteigen. In jener Saison kam er in allen 30 Spielen zum Einsatz und erzielte dabei vier Tore.
Nach 81 Spielen für Ebreichsdorf in der Regionalliga wechselte er zur Saison 2018/19 zum Bundesligisten FC Admira Wacker Mödling, bei dem er einen bis Juni 2020 laufenden Vertrag erhielt. Sein Debüt für die Admira gab er am 20. Juli 2018, als er im ÖFB-Cup-Spiel gegen den SC Neusiedl am See in der Startelf stand. Am 26. Juli 2018 kam er erstmals in einem internationalen Spiel zum Einsatz, als er im Zweitrundenhinspiel der Europa-League-Qualifikation gegen ZSKA Sofia von Beginn an zum Einsatz kam. Am 5. August 2018 debütierte er in der Bundesliga, als er am zweiten Spieltag jener Saison gegen den TSV Hartberg in der Startelf stand. Für die Admira kam er in vier Spielzeiten zu insgesamt 86 Bundesligaeinsätzen. Am Ende der Saison 2021/22 stieg er mit dem Verein aber in die 2. Liga ab.
Daraufhin wechselte er zur Saison 2022/23 zum Neo-Ligakonkurrenten SV Horn, bei dem er einen bis Juni 2023 laufenden Vertrag unterschrieb. Für Horn kam er bis zur Winterpause zu 13 Einsätzen in der 2. Liga, mit dem Team wurde er Herbstmeister. Im Februar 2023 zog Bauer weiter innerhalb der Liga zum SKN St. Pölten, bei dem er ebenfalls einen Vertrag bis Saisonende erhielt. Für St. Pölten absolvierte er insgesamt 47 Zweitligapartien.
Zur Saison 2025/26 kehrte er zum mittlerweile viertklassigen ASK Ebreichsdorf zurück.